# Smicripidae
Smicripidae  là một họ bọ Cánh cứng trong phân bộ Polyphaga.